# Мінтрахінг
Мінтрахінг (нім. Mintraching) — громада в Німеччині, розташована в землі Баварія. Підпорядковується адміністративному округу Верхній Пфальц. Входить до складу району Регенсбург.
Площа — 53,87 км2. Населення становить 4833 ос. (станом на 31 грудня 2020).